# Том Баррассо
Томас Патрік Баррассо (англ. Thomas Patrick Barrasso; 31 березня 1965, м. Бостон, США) — американський хокеїст, воротар.
Виступав за «Баффало Сейбрс», «Рочестер Американс» (АХЛ), «Піттсбург Пінгвінс», «Оттава Сенаторс», «Торонто Мейпл-Ліфс», «Кароліна Гаррікейнс», «Сент-Луїс Блюз».
В чемпіонатах НХЛ — 777 матчів, у турнірах Кубка Стенлі — 119 матчів.
У складі національної збірної США учасник зимових Олімпійських ігор 2002 (1 матч), учасник чемпіонату світу 1986 (5 матчів), учасник Кубка Канади 1984 і 1987 (1 матч). У складі молодіжної збірної США учасник чемпіонату світу 1983.
Досягнення
- Володар Кубка Стенлі (1991, 1992)
- Срібний призер зимових Олімпійських ігор (2002)
- Учасник матчу всіх зірок НХЛ (1985).

Нагороди
- Пам'ятний трофей Колдера (1984)
- Трофей Везіни (1984)
- Трофей Вільяма М. Дженнінгса (1985).

Тренерська кар'єра
- Тренер воротарів «Кароліна Гаррікейнс» (2007—09, НХЛ).
- Помічник головного тренера «Кароліна Гаррікейнс» (2009—12, НХЛ)
- Помічник головного тренера, тренер воротарів «Металург» (Магнітогорськ) (з 8 червня 2012, КХЛ).
- З липня 2015 тренер воротарів клубу «Слован».